# 162173 Ryugu
162173 Ryugu (designado provisoriamente 1999 JU3) é um asteroide Apolo (com semieixo maior superior ao da Terra e periélio menor que o afélio terrestre) descoberto em 1999 pela Pesquisa Lincoln de asteroides próximo à Terra. Este possui uma magnitude absoluta de 19,2 e tem um diâmetro estimado de 980 ± 29 metros.
A sonda espacial japonesa Hayabusa2 retornou amostras deste asteroide em 2020, que estão ajudando na análise da história geológica do objeto. Em 2023, cientistas detectaram nas amostras recuperadas de Ryugu a presença da uracila (nucleobases do RNA) e da vitamina B3 (cofator chave do metabolismo)

## Descoberta e nomeação
Esse objeto astronômico foi descoberto no dia 10 de maio de 1999 pelo projeto Lincoln Near-Earth Asteroid Research (LINEAR), e recebeu a designação provisória de 1999 JU3 e, posteriormente, Ryugu.

## Formação
Os asteroides Ryugu e Benu podem ter sido formados a partir da destruição de um outro asteroide de maiores dimensões. A análise das amostras de Ryugu e Benu que as sondas Hayabusa2 e OSIRIS-REx estão recolhendo, irão permitir determinar com precisão a composição destes corpos, determinando se os dois asteroides são "irmãos".

## História geológica
Possíveis amostras de superfície ajudarão a revelar a história geológica do asteroide através da análise geológica, mas já existe uma imagem aproximada do passado geológico de Ryugu, mesmo antes da chegada das amostras.
Ryugu foi formado como parte de uma família de asteroides, pertencente ou a Eulália ou a Polana. Ryugu é rico em carbono e contém minerais hidratados e moléculas orgânicas.

## Características

### Órbita
A órbita de 162173 Ryugu tem uma excentricidade de 0,190 e possui um semieixo maior de 1,189 UA. O seu periélio leva o mesmo a uma distância de 0,963 UA em relação ao Sol e seu afélio a 1,415 UA.

### Moléculas orgânicas
Em março de 2023, cientistas analisaram as amostras recuperadas do Ryugu e, anunciaram que a base nitrogenada uracila (uma das quatro nucleobases do RNA) e a vitamina do tipo B3 (niacina, um cofator chave para o metabolismo) foram detectados nessas amostras do asteroide. Ao contrário de casos anteriores, quando nucleobases e vitaminas também foram encontradas em certos meteoritos ricos em carbono, a contaminação por exposição ao ambiente da Terra foi descartada, que neste caso as amostras foram coletadas diretamente do asteroide e entregues à Terra em cápsulas seladas.

As descobertas corroboram as evidências crescentes, de que os blocos de construção da vida se originaram no espaço e foram inicialmente transportados por meteoritos à Terra bilhões de anos atrás.

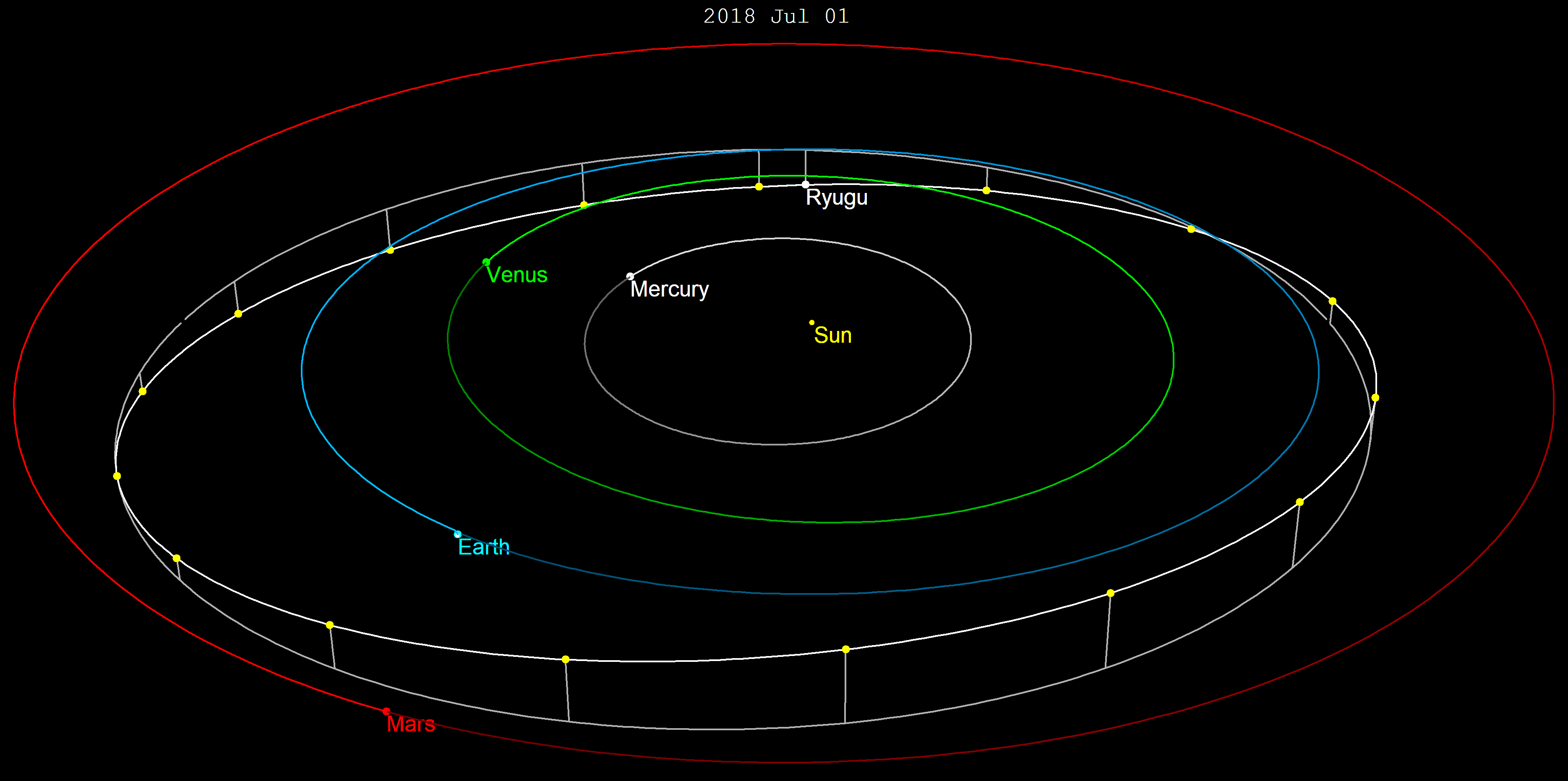
Orbita de Ryugu.